# Monika Sprengel
Monika Sprengel (9 de noviembre de 1973) es una deportista alemana que compitió en taekwondo. Ganó una medalla de plata en el Campeonato Mundial de Taekwondo de 1995, en la categoría de –47 kg.

## Palmarés internacional
| Campeonato Mundial | Campeonato Mundial | Campeonato Mundial | Campeonato Mundial |
| Año                | Lugar              | Medalla            | Categoría          |
| ------------------ | ------------------ | ------------------ | ------------------ |
| 1995               | Manila (Filipinas) | Medalla de plata   | –47 kg             |